# NGC 1980
NGC 1980 is een open sterrenhoop in het sterrenbeeld Orion. Het hemelobject werd op 31 januari 1786 ontdekt door de Duits-Britse astronoom William Herschel.

## Synoniemen
- OCL 529
- LBN 977